# Mollisia escharodes
Mollisia escharodes är en svampart som först beskrevs av Berk. & Broome, och fick sitt nu gällande namn av Gremmen 1954. Mollisia escharodes ingår i släktet Mollisia och familjen Dermateaceae.   Inga underarter finns listade i Catalogue of Life.
I den svenska databasen Dyntaxa används istället namnet Pyrenopeziza escharodes för samma taxon.  Arten är reproducerande i Sverige.